# Czerwińsk nad Wisłą
Czerwińsk nad Wisłą é um município da Polônia, na voivodia da Mazóvia e no condado de Płońsk. Estende-se por uma área de 144,1 km², com 7 738 habitantes, segundo os censos de 2017, com uma densidade de 54 hab/km².
É a sede da comuna de Czerwińsk nad Wisłą e da paróquia católica da Anunciação da Bem-Aventurada Virgem Maria. Há um pequeno porto fluvial no Vístula.
Na segunda metade do século XVI Czerwińsk estava localizada no condado de Tychy, nas terras de Ciechanow, voivodia da Mazóvia. Em 1785 fazia parte do Bispado de Płock..

## História

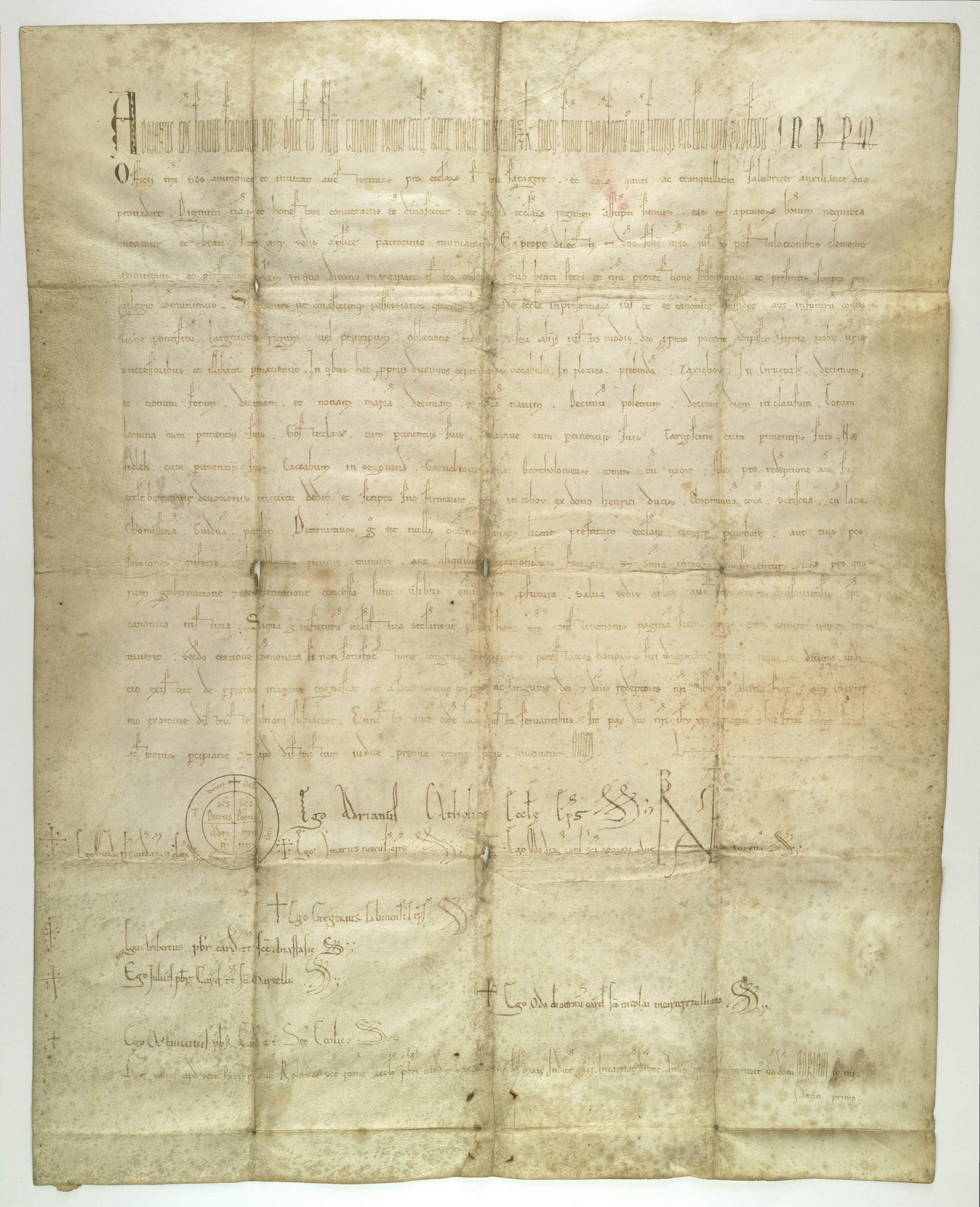
O papa Adriano IV se encarrega do mosteiro em Czerwińsk

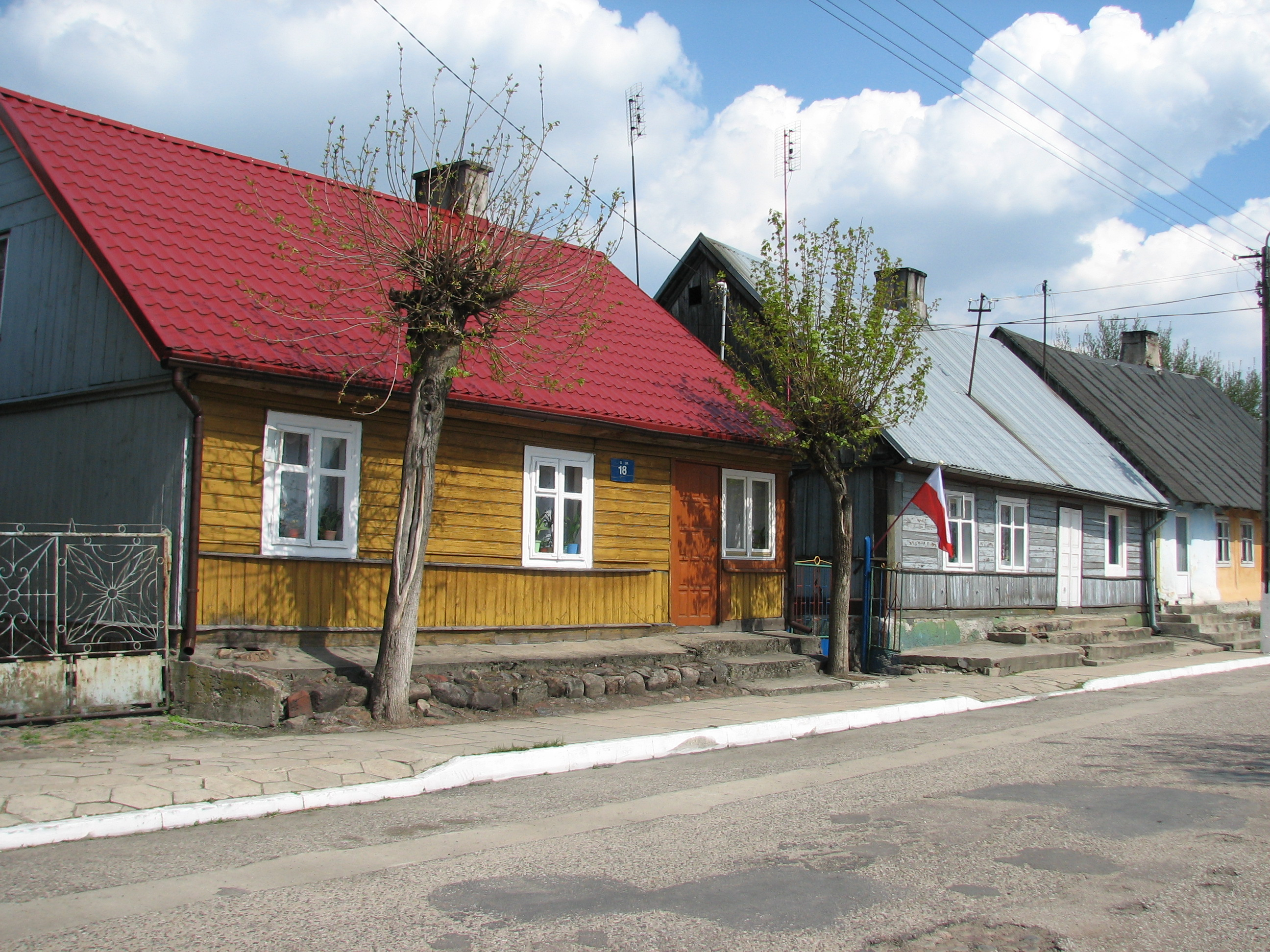
Casas tradicionais de pequenas cidades

Durante séculos, a história de Czerwińsk esteve associada à história do mosteiro local dos Cônegos Regulares, fundado no século XII. O primeiro documento que menciona Czerwińsk é uma bula do Papa Adriano IV em relação ao mosteiro, datada de 1155. Graças às concessões e doações dos príncipes mazovianos, essa ordem se tornou um dos maiores proprietários feudais na Mazóvia.
A cidade localizada no rio Vístula era um ponto importante na rota comercial que ligava a Pomerânia à Mazóvia. Foi também um ponto defensivo importante durante as invasões dos prussianos, sudóvios e lituanos. Czerwińsk obteve os direitos de cidade em duas etapas, pois o assentamento foi dividido em duas partes - episcopal, oriental (onde os bispos de Płock tinham uma corte) e monástica, ocidental. Em 1373, a parte de Czerwińsk dos bispos de Płock recebeu os direitos de cidade..
Em julho de 1410, nas proximidades de Czerwińsk, o exército polonês de Ladislau II Jagelão cruzou o Vístula em uma ponte flutuante provisória construída pelo mestre Jarosław para se juntar ao exército lituano e se mudar para o Estado Monástico. Em 1419, foram realizadas negociações com os mensageiros do rei Érico da Pomerânia no mosteiro local. Em julho de 1422, Jagelão concedeu aqui um privilégio à nobreza, garantindo a inviolabilidade de bens hereditários sem uma sentença judicial, o chamado Privilégio de Czerwińsk. No século XV, foram realizados aqui parlamentos mazovianos, bem como um sínodo diocesano. Em 1475, foi criado o chamado Código Czerwińsk dos Duques Mazovianos.
Em 1526, Czerwińsk foi incorporada a Coroa do Reino da Polônia. Em 1582, a parte do monastério recebeu formalmente os direitos de cidade (os habitantes da parte do monastério já haviam exercido seus direitos antes).
Embora em 1647, o mosteiro fosse popular por causa da imagem milagrosa da Mãe de Deus, frequentemente visitada pelo rei João II Casimiro Vasa, o longo processo de marginalização da abadia continuou, frequentemente acometida por incêndios e inundações. Das cerca de 500 casas que existiam no século XVI, só restaram a metade após a invasão sueca e, no final do século XVIII, só existiam 40 casas. Quando Czerwińsk foi incorporada à Prússia Meridional em 1795, era habitada por menos de 300 pessoas, e não havia escola. Vários anos depois, na época do Ducado de Varsóvia, eram 150 habitantes. Em 1815 Czerwińsk foi incorporada à Polônia do Congresso. Em 1819, o mosteiro, que já estava em declínio, foi fechado. Em 1870, Czerwińsk perdeu formalmente seus direitos municipais e foi incorporada à comuna de Sielec..
Até 1954, foi sede da comuna rural de Sielec, nos anos de 1954-1972 passou a se chamar gromada de Czerwińsk nad Wisłą e a partir de 1 de janeiro de 1973, comuna de Czerwińsk nad Wisłą.. Nos anos de 1975-1998, a comuna pertenceu administrativamente à voivodia de Płock.
A partir de 1 de janeiro de 2020, a cidade obteve os direitos de cidade.